# Aramus (Armenia)
Aramus – wieś w Armenii, w prowincji Kotajk. W 2011 roku liczyła 3412 mieszkańców.